# 1382 Gerti
Gerti (asteroide 1382) é um asteroide da cintura principal, a 1,9272385 UA. Possui uma excentricidade de 0,1318937 e um período orbital de 1 208,21 dias (3,31 anos).
Gerti tem uma velocidade orbital média de 19,98993909 km/s e uma inclinação de 1,56244º.
Esse asteroide foi descoberto em 21 de Janeiro de 1925 por Karl Reinmuth.